# Гримальди (пещера)

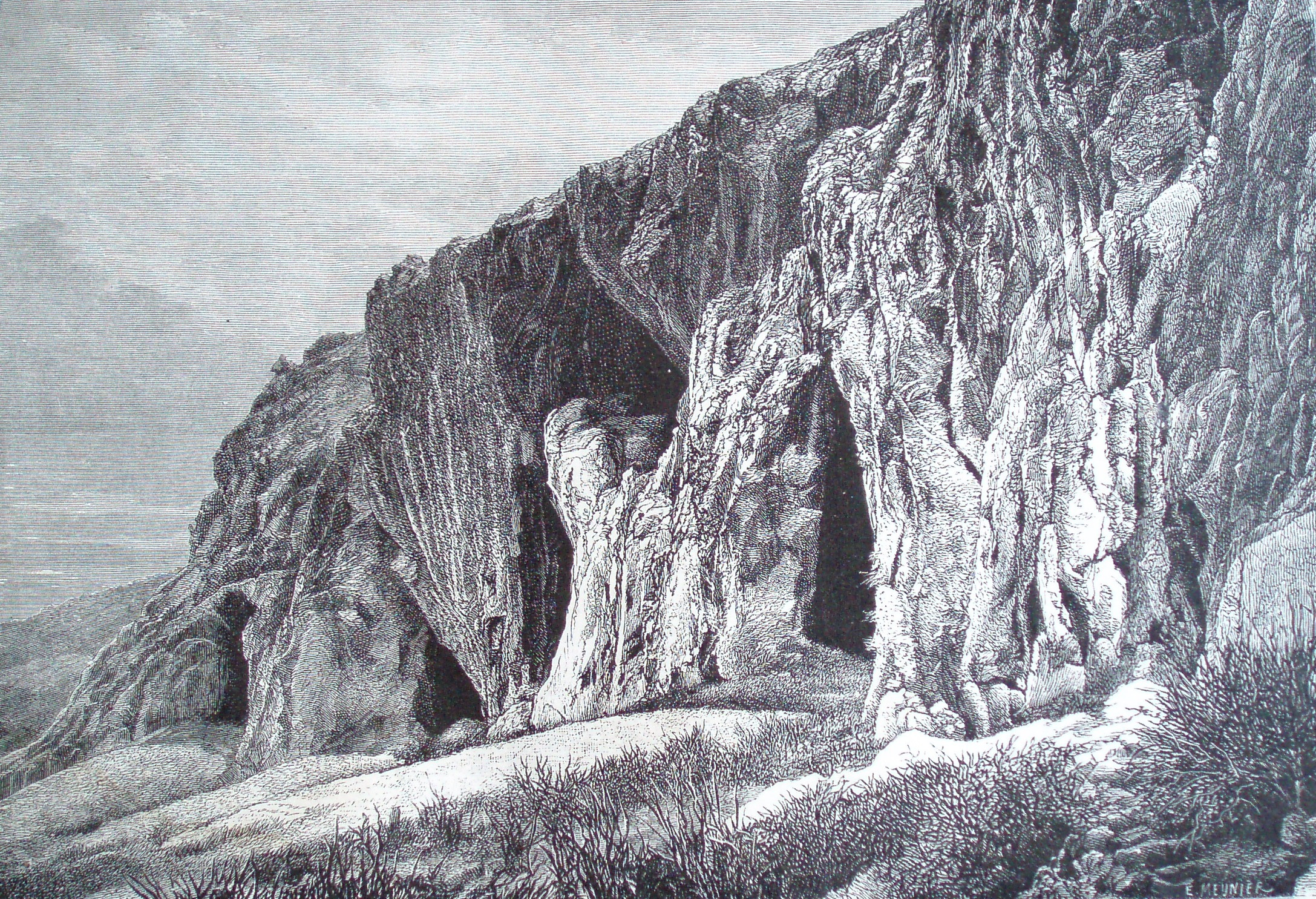
Вход в Красные утёсы на гравюре 1877 года

Гримальди (Grimaldi) или Красные утёсы (ит. Balzi Rossi) — пещеры, расположенные на Лазурном берегу между Ментоной (Франция) и Вентимильей (Италия). Известны обнаружением в них популяции людей ориньякской культуры. Возраст находок оценивается в 26-22 тыс. лет.
В конце XIX века в этих пещерах стали обнаруживать каменные орудия, антропоморфные статуэтки и останки людей верхнего палеолита (двое детей с ракушечными поясами из т. н. Грота детей). Заинтересовавшись находками, Альберт I (князь Монако) выделил средства на планомерное исследование пещер. После этого они были переименованы в честь рода Гримальди, к которому принадлежал венценосный меценат.
В 1901 г. монахи близлежащего аббатства объявили об обнаружении в пещере захоронения древних людей с хорошо сохранившимися скелетами пожилой женщины и юноши. Прибывший из Парижа антрополог Рене Верно обратил внимание на выраженный прогнатизм обоих черепов и заявил об их принадлежности к древней «негроидной» расе, которая якобы заселяла территорию Европы до прихода туда кроманьонцев.

В публикациях первой половины и середины XX века Гримальди рассматривалась как обособленная культура верхнего палеолита, которая хронологически существовала одновременно с мадленской культурой (хотя кремнёвые изделия больше напоминают изделия граветтской культуры). 

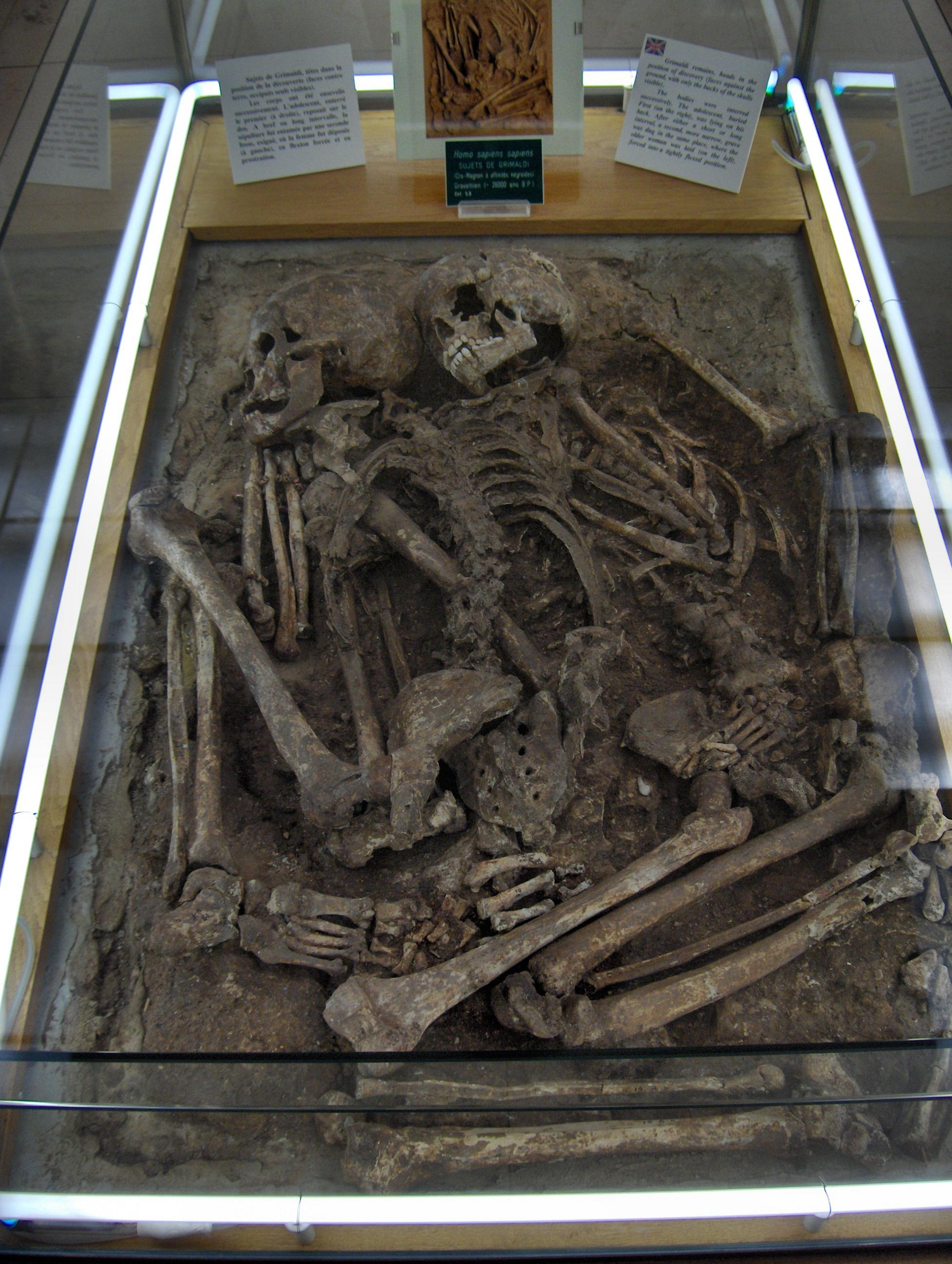
Останки гримальдийских людей в Антропологическом музее Монако

Валидность гримальдийской расы неоднократно подвергалась сомнению, особенно после того, как были выявлены манипуляции Верно с останками, направленные на то, чтобы подчеркнуть их негроидные черты, а также многочисленные останки кроманьонцев верхнего палеолита с нестандартными расовыми характеристиками (напр., шанселадский череп из Аквитании, которого из-за широких скул и тяжёлой нижней челюсти принимали за эскимоса). Пресловутый прогнатизм черепов из Гримальди мог быть следствием их посмертной деформации, вызванной действием внешних факторов.
Артур Кит обращал внимание, что негроидные черты у людей из Гримальди сочетаются с европеоидными, поэтому интерпретировал их как некую переходную расу, которая проникла в Европу из Африки через существовавший в то время Сицилийский перешеек. В. В. Бунак считал череп Костёнки-14 и черепа «негроидов» Гримальди резко уклоняющимися формами.
Вместе с тем на тёмную пигментацию кожи древних жителей Европы указывает расшифровка ДНК образца Костёнки-14, образцов из Сунгири, испанского образца Ла-Брана 1 и человека из Чеддара (ок. 7100 лет до н. э.).